# Iris Peynado
Iris Peynado (n. 10 iunie 1958, Santo Domingo, Republica Dominicană) este o actriță italiană.